# Condado de Thomas (Georgia)
El condado de Thomas (en inglés: Thomas County), fundado en 1825, es uno de 159 condados del estado estadounidense de Georgia. En el año 2000, el condado tenía una población de 42 737 habitantes y una densidad poblacional de 30 personas por km². La sede del condado es Thomasville. El condado recibe su nombre por Jett Thomas.

## Geografía
Según la Oficina del Censo, el condado tiene un área total de 1430 km² (552,1 mi²), de la cual 1420 km² (548,3 mi²) es tierra y 10 km² (3,9 mi²) (1.42%) es agua.

### Condados adyacentes
- Condado de Colquitt (noreste)
- Condado de Brooks (este)
- Condado de Jefferson (Florida) (sur)
- Condado de Leon (Florida) (suroeste)
- Condado de Grady (oeste)
- Condado de Mitchell (noroeste)

## Demografía
Según el censo de 2000, había 42 737 personas, 16 309 hogares y 11 465 familias residiendo en la localidad. La densidad de población era de 30 hab./km². Había 18 285 viviendas con una densidad media de 13 viviendas/km². El 58.98% de los habitantes eran blancos, el 38.86% afroamericanos, el 0.29% amerindios, el 0.41% asiáticos, el 0.06% isleños del Pacífico, el 0.54% de otras razas y el 0.85% pertenecía a dos o más razas. El 1.72% de la población eran hispanos o latinos de cualquier raza.
Los ingresos medios por hogar en la localidad al 2007 eran de $40 498, y los ingresos medios por familia eran $52 392. Los hombres tenían unos ingresos medios de $28, 395 frente a los $21 344 para las mujeres. La renta per cápita para el condado era de $21 540. Alrededor del 17.40% de la población estaban por debajo del umbral de pobreza.

## Transporte

### Principales carreteras
- U.S. Route 19
- U.S. Route 84
- Ruta Estatal de Georgia 33
- Ruta Estatal de Georgia 35
- Ruta Estatal de Georgia 122
- Ruta Estatal de Georgia 188

## Localidades
- Barwick
- Boston
- Coolidge
- Meigs
- Ochlocknee
- Pavo
- Thomasville

### Localidades no incorporadas
- Metcalf